# Przygody Blake’a i Mortimera
Przygody Blake’a i Mortimera (fr. Blake et Mortimer) – seria komiksowa stworzona przez belgijskiego rysownika Edgara P. Jacobsa w 1946. Po jego śmierci w 1987, ze względu na dużą popularność cyklu, pracę nad serią przejęli różni scenarzyści i rysownicy. W oryginale seria ukazywała się najpierw nakładem wydawnictw: Le Lombard w Belgii i Dargaud we Francji, a od 1984 publikuje ją wydawnictwo Éditions Blake et Mortimer należące do grupy Dargaud. Po polsku ukazało się pięć pierwszych tomów nakładem oficyny Podsiedlik-Raniowski i S-ka.

## Fabuła
Utrzymana w konwencji historii szpiegowskich i science-fiction, seria opowiada o przygodach walijskiego tajnego agenta i lotnika Francisa Blake’a oraz szkockiego naukowca, profesora Philipa Mortimera. Ich głównym przeciwnikiem jest tajemniczy pułkownik i renegat Olrik.

## Tomy
| Tom | Tytuł i rok wydania polskiego                              | Tytuł i rok wydania oryginalnego                                             | Autorzy                                                                     |
| --- | ---------------------------------------------------------- | ---------------------------------------------------------------------------- | --------------------------------------------------------------------------- |
| 1   | Tajemnicza broń cz. 1 (2002)                               | Le Secret de l'Espadon, Tome 1 (1950)                                        | scenariusz i rysunki: Edgar P. Jacobs                                       |
| 2   | Tajemnicza broń cz. 2 (2002)                               | Le Secret de l'Espadon, Tome 2 (1953)                                        | scenariusz i rysunki: Edgar P. Jacobs                                       |
| 3   | Tajemnicza broń cz. 3 (2003)                               | Le Secret de l'Espadon, Tome 3 (1953)                                        | scenariusz i rysunki: Edgar P. Jacobs                                       |
| 4   | Tajemnica Wielkiej Piramidy cz. 1: Papirus Manetona (2003) | Le Mystère de la Grande Pyramide, 1ère partie: Le Papyrus de Manéthon (1954) | scenariusz i rysunki: Edgar P. Jacobs                                       |
| 5   | Tajemnica Wielkiej Piramidy cz. 2: Komora Horusa (2003)    | Le Mystère de la Grande Pyramide, 2ème partie: La Chambre d'Horus (1955)     | scenariusz i rysunki: Edgar P. Jacobs                                       |
| 6   |                                                            | La Marque jaune (1956)                                                       | scenariusz i rysunki: Edgar P. Jacobs                                       |
| 7   |                                                            | L'Enigme de l'Atlantide (1957)                                               | scenariusz i rysunki: Edgar P. Jacobs                                       |
| 8   |                                                            | S.O.S. Météores – Mortimer à Paris (1959)                                    | scenariusz i rysunki: Edgar P. Jacobs                                       |
| 9   |                                                            | Le Piège diabolique (1962)                                                   | scenariusz i rysunki: Edgar P. Jacobs                                       |
| 10  |                                                            | L'Affaire du Collier (1967)                                                  | scenariusz i rysunki: Edgar P. Jacobs                                       |
| 11  |                                                            | Les 3 Formules du professeur Sato, Tome 1: Mortimer à Tokyo (1977)           | scenariusz i rysunki: Edgar P. Jacobs                                       |
| 12  |                                                            | Les 3 Formules du professeur Sato, Tome 2: Mortimer contre Mortimer (1990)   | scenariusz: Edgar P. Jacobs; rysunki: Bob de Moor                           |
| 13  |                                                            | L'Affaire Francis Blake (1996)                                               | scenariusz: Jean Van Hamme; rysunki: Ted Benoit                             |
| 14  |                                                            | La Machination Voronov (2000)                                                | scenariusz: Yves Sente; rysunki: André Juillard                             |
| 15  |                                                            | L'Etrange Rendez-vous (2001)                                                 | scenariusz: Jean Van Hamme; rysunki: Ted Benoit                             |
| 16  |                                                            | Les sarcophages du 6e continent, Tome 1: La menace universelle (2003)        | scenariusz: Yves Sente; rysunki: André Juillard                             |
| 17  |                                                            | Les sarcophages du 6e continent, Tome 2: Le duel des esprits (2004)          | scenariusz: Yves Sente; rysunki: André Juillard                             |
| 18  |                                                            | Le sanctuaire de Gondwana (2008)                                             | scenariusz: Yves Sente; rysunki: André Juillard                             |
| 19  |                                                            | La Malédiction des trente deniers, Tome 1: Le manuscrit de Nicodemus (2009)  | scenariusz: Jean Van Hamme; rysunki: René Sterne i Chantal De Spiegeleer    |
| 20  |                                                            | La Malédiction des trente deniers, Tome 2: La porte d'Orphée (2010)          | scenariusz: Jean Van Hamme; rysunki: Aubin Frechon                          |
| 21  |                                                            | Le Serment des cinq Lords (2012)                                             | scenariusz: Yves Sente; rysunki: André Juillard                             |
| 22  |                                                            | L'Onde Septimus (2013)                                                       | scenariusz: Jean Dufaux; rysunki: Antoine Aubin i Étienne Schréder          |
| 23  |                                                            | Le Bâton de Plutarque (2014)                                                 | scenariusz: Yves Sente; rysunki: André Juillard                             |
| 24  |                                                            | Le testament de William S. (2016)                                            | scenariusz: Yves Sente; rysunki: André Juillard                             |
| 25  |                                                            | La Vallée des Immortels, Tome 1: Menace sur Hong Kong (2018)                 | scenariusz: Yves Sente; rysunki: Peter van Dongen i Teun Berserik           |
| 26  |                                                            | La Vallée des Immortels, Tome 2: Le Millième bras du Mékong (2019)           | scenariusz: Yves Sente; rysunki: Peter van Dongen i Teun Berserik           |
| 27  |                                                            | Le Cri du Moloch (2020)                                                      | scenariusz: Jean Dufaux; rysunki: Christian Cailleaux i Étienne Schréder    |
| 28  |                                                            | Le Dernier Espadon (2021)                                                    | scenariusz: Jean Van Hamme; rysunki: Peter van Dongen i Teun Berserik       |
| 29  |                                                            | Huit Heures à Berlin (2022)                                                  | scenariusz: Jean-Luc Fromental i José-Louis Bocquet; rysunki: Antoine Aubin |

## Adaptacja
Na podstawie serii powstał serial animowany pod tym samym tytułem.